# Boothby Graffoe
Boothby Graffoe est une paroisse civile et un village du Lincolnshire, en Angleterre.